# Piotr Kaczura
Piotr Piatrowicz Kaczura (biał. Пётр Пятровіч Качура, ros. Пётр Петрович Качуро, Piotr Pietrowicz Kaczuro; ur. 2 sierpnia 1972 w Mińsku) – białoruski piłkarz grający na pozycji napastnika, reprezentant Białorusi.
W reprezentacji Białorusi wystąpił 29 razy, strzelił 5 bramek. Występował w klubach Dynama Mińsk, Sheffield United F.C., Chengdu Wuniu i Sokoł Saratów.